# Země BASIC

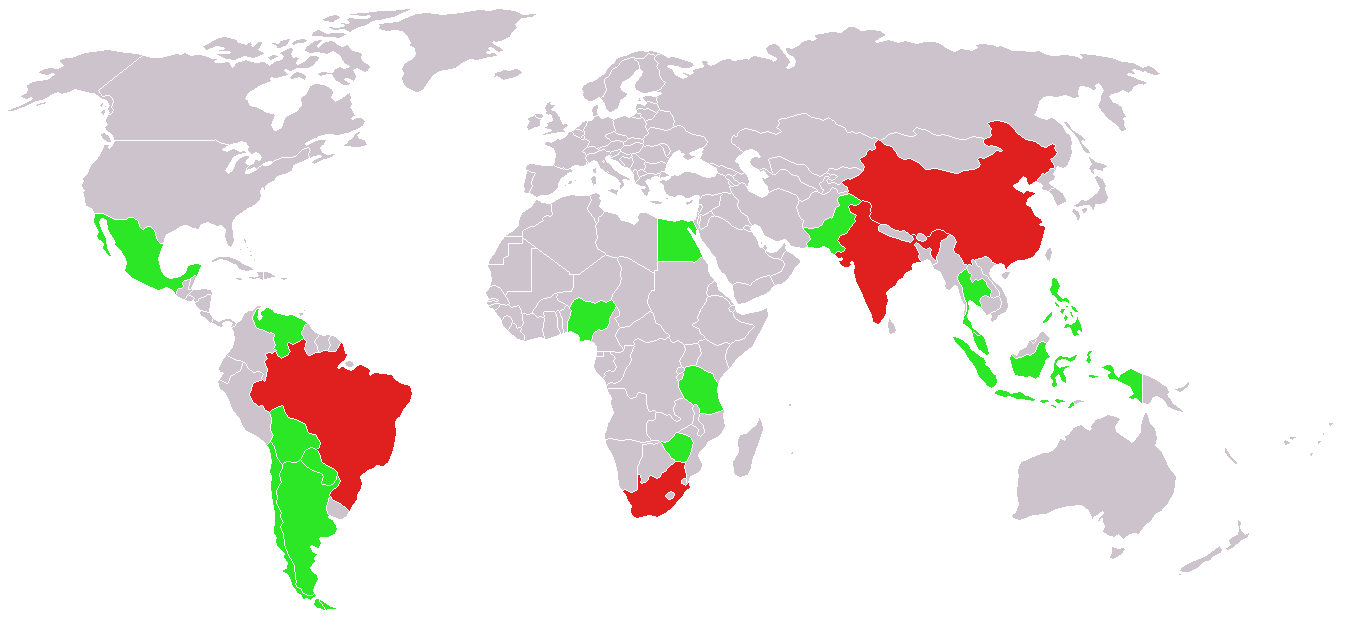
Země BASIC (červená barva) a země G20 (zelená barva)

Země BASIC jsou blokem čtyř nejrychleji rostoucích a nově industrializovaných zemí – Brazílie, Jihoafrické republiky, Indie a Číny. Tyto země jsou součástí Skupiny 77 (G77) a vznikly dohodou dne 28. listopadu 2009. Působí především jako blok při společných jednáních pod záštitou Rámcové úmluvy OSN o změnách klimatu (anglicky United Nations Framework Convention on Climate Change; UNFCCC). Ministři životního prostředí zemí BASIC se od listopadu 2009 scházejí čtvrtletně, aby koordinovali svou účast na jednáních. Na konci každé schůzky vydávají společná prohlášení a využívají setkání ke sdílení úspěšných zkušeností a práci na klíčových koncepcích. Země BASIC mají významné postavení při jednáních o klimatu na konferencích OSN.
Nejedná se o homogenní skupinu rozvíjejících se ekonomik (viz rozvojová země), ale o čtyři velmi odlišné jednotlivce, jejichž diplomacie je determinována jedinečnými souborem vnitrostátních a zahraničních politik. Vzhledem k rychlému růstu HDP se tyto rozvíjející se ekonomiky snaží prosazovat svou novou identitu a zájmy různými způsoby, a to především ve světových hospodářských a politických záležitostech.

## Odlišnosti jednotlivých členů zemí BASIC
Země BASIC mezi sebou sdílejí množinu hmotných rysů, které jsou obvykle analyticky spojeny se vznikající silou, ale každá má poněkud odlišnou řadu atributů.
Čína a Indie sdílejí rozdíly v tom, že za poslední desetiletí mají velmi rychlé tempo hospodářského růstu, zatímco Brazílie a Jihoafrická republika se blíží globálnímu průměru. Brazílie, Čína a Indie patří mezi deset největších světových ekonomik, zatímco Jihoafrická republika je o dva decily nižší. Vzhledem k mnohem většímu počtu obyvatel v Číně a Indii se nicméně jihoafrický HDP na obyvatele blíží Brazílii.
Společně země BASIC představují zhruba 40 % světové populace a každá z nich je bezpochyby regionální mocností. Jihoafrická republika tvoří přibližně 35 % HDP na celkovém HDP subsaharské Afriky; Brazílie představuje 38 % HDP na celkovém HDP Latinské Ameriky a Karibiku; Indie představuje až 80 % HDP v Jižní Asii a Čína s 35% příspěvkem na HDP ve východní Asii a Tichomoří.

## Poslání zemí BASIC
Země BASIC usilují o přesvědčení ostatních zemí, aby se připojily ke Kjótskému protokolu a vznikl tak společný postoj ohledně omezení a snížení emisí skleníkových plynů a alokování peněz na podporu klimatu. Nadále požadují, aby rozvinuté země severního bloku umožnily rozvojovým zemím "spravedlivý prostor pro rozvoj" a aby jim byla poskytnuta podpora v oblasti financování, nových technologií a budování kapacit.
Země BASIC poukazují především na to, že severní země jsou zodpovědné za svůj vysoký podíl emisí již z historického hlediska, čímž jsou výrazně zodpovědné za změny na klimatu, a proto země BASIC odmítají nést následky a zároveň požadují, aby státy severního bloku zvýšily své finanční prostředky na podporu zmírnění klimatických změn ve světě.
Ministři zemí BASIC zdůrazňují, že sociální a hospodářský rozvoj a vymýcení chudoby jsou prioritou všech rozvojových zemí.
Brazílie, Jihoafrická republika, Indie a Čína oznámily své plány na snížení emisí skleníkových plynů tak, jak bylo dohodnuto na summitu v Kodani v roce 2009, a projednaly možnost poskytnout finanční a technickou pomoc rozvojovým státům skupiny 77.

## Mezinárodní vztahy mezi G-77 a zeměmi BASIC
Země G-77 vnímají vznik nové koalice zemí BASIC jako možnost větší vyjednávací síly, většího zviditelnění a lepšího postavení nejen na summitech OSN, ale i všude jinde po světě. Až do nedávna se skupině 77 nedostávalo, vzhledem ke jejímu statusu rozvojových zemí s porovnáním se severními vyspělými zeměmi, velké mezinárodní pozornosti.
Zemím BASIC se dostává obecně větší pozornosti právě díky rychlému růstu, čímž roste jejich vyjednávací síla a s tím spojené větší kladené požadavky. Tyto země hrají klíčovou roli pro rozvojové země, neboť mají obrovský vliv ve vztahu k severním industrializovaným zemím a dostává se jim tak úspěšnějších výsledků ve světovém hospodářství a politických záležitostech na konferenčních jednáních Organizace spojených národů.
Koalice zemí BASIC nadále i přes svůj rychlý vzrůst zůstává ve skupině 77, to však přispělo k poklesu role skupiny 77 jakožto vyjednávací koalice. Některé země se domnívají, že setrvání koalice BASIC ve skupině 77 potlačuje původní význam skupiny 77, neboť „zastiňují“ ostatní rozvojové země, které nejsou z mezinárodního hlediska natolik významné.
Země BASIC jsou největším příjemcem přímých zahraničních investic – jsou ekonomicky dynamické, mají poměrně dobrou infrastrukturu a mohou spravovat stále větší a větší ekonomické projekty – činí je atraktivnějšími příjemci pro financování klimatu a technologickou výměnu. Tento fakt znevýhodňuje ostatní rozvojové země skupiny 77.
Rozvojové země G-77 historicky vnímaly mezinárodní jednání jako místo, kde mohou vyvíjet tlak na pomoc od severních zemí při svém národním rozvoji. Pokud jde o finanční pomoc na rozvoj, země BASIC a G-77 mají často stejné přednosti v jednáních o klimatu. V důsledku toho větší síla a viditelnost koalice BASIC obecně podporují návrhy ostatních rozvojových zemí G-77 v jednáních, kde by jinak mohly být ohromeny mnohem silnějšími ekonomickými silami severních zemí.
Významný hospodářský vzrůst zemí BASIC pomohl zvýšit viditelnost a sílu požadavků skupiny 77, neboť jako takové sdílí stejné preference ohledně finančních návrhů.